# Natri sulfat
Natri sunfat là muối natri của acid sulfuric. Khi ở dạng khan, nó là một tinh thể rắn màu trắng có công thức Na2SO4 được biết đến dưới tên khoáng vật thenardite; Na2SO4·10H2O được tìm thấy ngoài tự nhiên dưới dạng khoáng vật mirabilite, và trong sản xuất nó còn được gọi là muối Glauber hay mang tính lich sử hơn là sal mirabilis từ thế kỉ 17. Một dạng khác là tinh thể heptahiđrat được tách ra từ mirabilite khi làm lạnh. Với sản lượng sản xuất hàng năm lên đến 6 triệu tấn, nó là một sản phẩm toàn cầu quan trọng về hóa chất.
Natri sunfat được ứng dụng chủ yếu trong việc sản xuất thuốc tẩy và trong phương pháp Kraft để làm bột giấy. Khoảng 2/3 lượng natri sunfat của thế giới là từ mirabilite, dạng khoáng vật tự nhiên của muối đecahiđrat, và phần còn lại là từ phụ phẩm của các ngành công nghiệp hóa chất khác như sản xuất axit clohydric.

## Lịch sử
Muối natri sunfat ngậm nước được biết dưới tên muối Glauber sau khi nhà hóa học và bào chế người Đức/Hà Lan Johann Rudolf Glauber (1604–1670) tìm ra nó vào năm 1625 trong nước của một con suối tại Áo. Ông đặt tên nó là sal mirabilis (muối kì lạ), vì những đặc tính y khoa của loại muối này: những tinh thể muối đã được dùng để làm thuốc nhuận tràng cho đến khi có những chất thay thế phức tạp hơn ra đời vào những năm 1900.
Vào thế kỉ 18, muối Glauber bắt đầu được dùng làm vật liệu thô cho quá trình sản xuất soda trong công nghiệp, khi phản ứng với kali cacbonat. Nhu cầu gia tăng nên nguồn cung natri sunfat cũng phải tăng lên tương ứng. Do đó, vào thế kỉ 19, quá trình Leblanc quy mô lớn, sản xuất natri sunfat tổng hợp như là một chất trung quan chủ yếu, trở thành phương pháp chính trong sản xuất soda.

## Đặc tính hóa học và vật lý
Natri sunfat rất bền về mặt hóa học, không tương tác với hầu hết các chất oxy hóa-khử ở điều kiện thường. Ở nhiệt độ cao, nó có thể bị khử thành natri sunfit bởi cacbon:
Na2SO4  +  2 C → Na2S  +  2 CO2

### Tính axit-base
Natri sunfat là muối trung hòa, khi tan trong nước tạo thành dung dịch có pH = 7. Tính trung hòa chứng tỏ gốc sunfat bắt nguồn từ một axit mạnh acid sulfuric. Hơn nữa, ion Na+, với chỉ một điện tích dương, có khả năng phân cực các phối tử nước của nó rất yếu miễn là có ion kim loại trong dung dịch. Natri sunfat phản ứng với axit sunfuric tạo muối axit natri bisunfat:
Na2SO4  +  H2SO4 ⇌ 2 NaHSO4
Hằng số cân bằng của quá trình trên phụ thuộc vào nồng độ và nhiệt độ.

### Độ tan và sự trao đổi ion
Natri sunfat có tính tan rất bất thường trong nước. Độ tan của nó trong nước tăng gấp hơn mười lần trong khoảng 0 °C đến 32.384 °C, điểm mà độ tan đạt giá trị cực đại 497 g/L. Tại điểm này đường biểu diễn độ tan uốn cong hướng xuống, và độ tan trở nên không phụ thuộc vào nhệt độ.  Nhiệt độ 32.384 °C, tương ứng với nhiệt độ làm giải phóng nước ra khỏi tinh thể và tan chảy muối ngậm nước, cung cấp giá trị nhiệt độ tham khảo chính xác cho việc định chuẩn nhiệt kế.
Natri sunfat là muối ion điển hình, chứa các ion Na+ và SO42−. Sự có mặt của sunfat trong dung dịch được nhận biết dễ dàng bằng cách tạo ra các sunfat không tan khi xử lý các dung dịch này với muối Ba2+ hay Pb2+:
Na2SO4  +  BaCl2   →   2 NaCl  +  BaSO4↓ sản phẩm
Natri sunfat còn biểu hiện xu hướng tạo muối kép ở mức vừa phải. Các loại phèn duy nhất được tạo ra với các kim loại hóa trị ba thông thường là NaAl(SO4)2 (không bền ở trên 39 °C) và NaCr(SO4)2, đối nghịch với kali sulfat và amoni sunfat tạo được nhiều loại phèn bền. Những muối kép với một vài kim loại kiềm khác được biết gồm  Na2SO4·3K2SO4, muối này có trong tự nhiên dưới dạng khoáng vật glaserit. Sự hình thành glaserit bằng phản ứng giữa natri sunfat và kali chloride được dùng làm cơ sở của một phương pháp sản xuất kali sulfat, một loại phân bón. Các muối kép khác bao gồm 3Na2SO4·CaSO4, 3Na2SO4·MgSO4 (vanthoffite) và NaF·Na2SO4.

### Cấu trúc tinh thể
Các tinh thể chứa ion [Na(OH2)6]+ dạng bát diện, được tìm thấy trong nhiều muối sunfat kim loại. Những cation này được liên kết với gốc sunfat thông qua liên kết hydro. Độ dài liên kết Na-O là 240 pm. Hai phân tử nước của mỗi đơn vị công thức phân tử không tạo phối trí với Na+.  Tinh thể natri sunfat đecahiđrat còn bất thường so với các loại muối ngậm nước khác khi có giá trị entropy dư thừa (entropy ở nhiệt độ không tuyệt đối) là 6.32 J·K−1·mol−1. Điều này được cho là do khả năng phân bố nước nhanh hơn rất nhiều so với hầu hết các muối khác.

## Sản xuất
Sản lượng natri sunfat của thế giới phần lớn là ở dạng đecahiđrat xấp xỉ đạt 5.5 đến 6 triện tấn hàng năm. Năm 1985, sản lượng là 4.5 triệu tấn/năm, một nửa trong đó là từ các nguồn tự nhiên và một nửa là từ công nghiệp xản xuất hóa chất.  Sau năm 2000, ở mức độ bền vững cho đến năm 2006, sản xuất từ nguồn tự nhiên tăng lên 4 triệu tấn/năm, và lượng sản xuất từ công nghiệp hóa chất giảm xuống 1.5 đến 2 triệu tấn/năm, với tổng sản lượng là 5.5 đến 6 triệu tấn/năm. Với tất cả các ứng dụng, trên thực tế, natri sunfat sản xuất trong tự nhiên và trong công nghiệp hóa chất có thể thay thế cho nhau.